# Nazi Agent
Nazi Agent is een Amerikaanse dramafilm uit 1942 onder regie van Jules Dassin.

## Verhaal
De kwaadaardige baron Hugo von Detner is de tweelingbroer van de trouwe Amerikaan Otto Becker. De slechte tweelingbroer dwingt zijn broer om Duitse spionnen te helpen, maar de goede tweelingbroer is niet zomaar van plan om dat te doen.

## Rolverdeling
| Acteur          | Personage                           |
| --------------- | ----------------------------------- |
| Conrad Veidt    | Otto Becker / Baron Hugo von Detner |
| Ann Ayars       | Kaaren De Relle                     |
| Frank Reicher   | Fritz                               |
| Dorothy Tree    | Juffrouw Harper                     |
| Ivan F. Simpson | Professor Sterling                  |
| William Tannen  | Ludwig                              |
| Martin Kosleck  | Kurt Richten                        |
| Marc Lawrence   | Joe Aiello                          |
| Sidney Blackmer | Arnold Milbar                       |
| Moroni Olsen    | Brenner                             |
| Pierre Watkin   | Grover Blaine McHenry               |